# Centese Calcio 1992-1993
Questa pagina raccoglie le informazioni riguardanti la Centese Calcio nelle competizioni ufficiali della stagione 1992-1993.

## Rosa
| N. |                   | Ruolo | Calciatore         |
| -- | ----------------- | ----- | ------------------ |
|    | Italia (bandiera) | C     | Alessandro Baiesi  |
|    | Italia (bandiera) | P     | Federico Beccari   |
|    | Italia (bandiera) | P     | Christian Bini     |
|    | Italia (bandiera) | D     | Roberto Civolani   |
|    | Italia (bandiera) | A     | Pierluigi Corellas |
|    | Italia (bandiera) | D     | Simone Deri        |
|    | Italia (bandiera) | C     | Federico Farolfi   |
|    | Italia (bandiera) | C     | Giuseppe Felice    |
|    | Italia (bandiera) | A     | Gabriele Gallina   |
|    | Italia (bandiera) | D     | Moreno Marchesini  |
|    | Italia (bandiera) | D     | Gianni Marzocchi   |

| N. |                   | Ruolo | Calciatore                |
| -- | ----------------- | ----- | ------------------------- |
|    | Italia (bandiera) | C     | Ulisse Masolini (II)      |
|    | Italia (bandiera) | C     | Ciro Mautone              |
|    | Italia (bandiera) | D     | Francesco Menghini        |
|    | Italia (bandiera) | A     | Giovanni Battista Oggiano |
|    | Italia (bandiera) | D     | Marco Orsi                |
|    | Italia (bandiera) | C     | Josè Pirri                |
|    | Italia (bandiera) | A     | Alessandro Porcino        |
|    | Italia (bandiera) | A     | Antonio Rolfini           |
|    | Italia (bandiera) | A     | Daniele Rusconi           |
|    | Italia (bandiera) | C     | Stefano Santi             |
|    | Italia (bandiera) | C     | Fabio Tricarico           |